# Edmund Waller
Pour les articles homonymes, voir Waller.
Edmund Waller, né le 3 mars 1606 à Coleshill et mort le 21 octobre 1687 à Beaconsfield, est un poète anglais de la fin du XVIIe siècle.

## Biographie
Ses poèmes sont caractéristiques de la poésie courtisane de la littérature de la Restauration anglaise. Il était le poète courtisan le plus en vue à l’époque de Charles II d'Angleterre, bien que John Dryden ait depuis été davantage retenu par la postérité.
Voltaire consacre à Waller toute la seconde partie de l'une de ses fameuses Lettres philosophiques (la vingt-et-unième) ou Lettres anglaises (Bâle 1724); il y écrit : " Il [Waller] eut à peu près à Londres la même réputation que Voiture à Paris et je crois qu'il la méritait mieux". Il est vrai que son style fut jadis admiré jusqu’à l’excès. Mais Waller a depuis perdu sa popularité, à l’exception peut-être de quelques poèmes tels que Go, lovely Rose. Manquant lui-même d’une certaine imagination, il s’afficha en premier plan dans la réaction contre l’évolution de la poésie anglophone, qu’il jugeait de plus en plus violente et « suffisante ».
Waller est considéré par certains comme le père du distique d’inspiration classique en anglais, un titre semblant cependant devoir revenir à Geoffrey Chaucer. Il est néanmoins un précurseur incontestable du « distique héroïque », théorisé et perfectionné peu après par John Dryden et Alexander Pope.